# Protochlorophyllide a
La protochlorophyllide a, ou monovinyl-protochlorophyllide a, est le précurseur immédiat de la chlorophyllide a. Sa structure correspond, comme pour toutes les protochlorophyllides, à celle d'une chlorophyllide a dépourvue de sa chaîne latérale phytyle. La protochlorophyllide a est convertie en chlorophyllide a par la protochlorophyllide réductase (EC 1.3.1.33).
Contrairement aux chlorophylles, les protochlorophyllides ne sont pas liées à des protéines et se trouvent à l'état libre dans les cellules végétales, où elles peuvent jouer un rôle photosensibilisant et générer des radicaux libres nocifs. Chez les plantes à fleurs, le taux de protochlorophyllide a est régulé par l'acide δ-aminolévulinique.